# Saint-Julien-sur-Sarthe

Saint-Julien-sur-Sarthe este o comună în departamentul Orne, Franța. În 1 ianuarie 2022 avea o populație de 679 de locuitori.